# Mombasa
Mombasa — це настільна гра в стилі євро, розроблена Александром Пфістером у 2015 році. Темою гри є суперництво чотирьох торгових компаній в Африці. Гравці купують акції компаній та розширюють їх, намагаючись створити найцінніший портфель. Механіки гри включають колодобудування та розміщення робітників. Mombasa здобула перемогу у 2016 році на Deutscher Spiele Preis.

## Ігровий процес
Гра відбувається на дошці, що зображає карту Африки, і триває сім раундів. У кожного гравця є схожа колода карт і два бонусних маркери. Щоб почати раунд, гравці одночасно обирають карти, які будуть активні цього ходу. Потім по черзі гравці використовують активні карти одного типу або розміщують бонусний маркер. Ходи тривають по черзі, доки всі не зроблять паузу.
Карти поділяються на кілька типів. Карти товарів зображають від 1 до 4 бананів, кавових зерен або бавовни. Їх використовують для покупки нових карт або для просування по доріжці компанії, щоб заробляти акції, гроші та інші бонуси. Карти досліджень, також оцінені від 1 до 4, додають торговий пост на карту, збільшуючи вартість акцій компанії та приносячи різноманітні нагороди гравцеві. Карти бухгалтера розширюють бібліотеку гравця, а карти купця генерують діаманти, які враховуються у фінальному рахунку. Спочатку кожен гравець має три слоти для активних карт. Збір книг і діамантів дозволяє відкрити два додаткових слоти. Карти акцій з'являються пізніше в грі; вони не дають жодної дії, але збільшують рахунок гравця.
Бонусні маркери розміщуються на полях для розміщення робітників на дошці, щоб отримати різні вигоди. Більшість полів дозволяє гравцю з найбільш цінними картами товарів або досліджень просуватися по доріжці компанії. Інші поля дають додаткову карту на наступний раунд. Також можна купувати або продавати карти за гроші або здобути право почати наступний раунд першим.
Після кожного раунду гравці повертають деякі з використаних раніше карт за унікальною механікою. Кожна активна карта переміщується в одну з кількох колод відпочинку, після чого забирається лише одна з цих колод. Після семи раундів кожен гравець оцінює свої акції, книги, діаманти та гроші; перемагає найбагатший гравець.

## Випуск та нагороди
Mombasa була розроблена австрійським дизайнером ігор Александром Пфістером як Afrika 1830 і виграла конкурс дизайнерів ігор у 2011 році, організований клубом Hippodice Spieleclub. Гра була випущена у 2015 році видавництвом eggertspiele і поширювалася через Pegasus Games. У 2016 році вона здобула перше місце на Deutscher Spiele Preis.